# 20437 Selohusa
20437 Selohusa è un asteroide della fascia principale. Scoperto nel 1999, presenta un'orbita caratterizzata da un semiasse maggiore pari a 2,3450678 au e da un'eccentricità di 0,1297915, inclinata di 6,10735° rispetto all'eclittica.